# سوری‌ها در آلمان
سوری‌ها در آلمان (انگلیسی: Syrians in Germany) به مهاجران سوری در آلمان و همچنین فرزندان ایشان اشاره دارد. این شامل اعراب، کردها، ترک‌ها، آشوری‌ها و همچنین اقلیت‌های کوچکتر سوریه را شامل می‌شود.
تعداد سوری‌ها در آلمان در دسامبر ۲۰۱۵ حدود ۳۶۰٫۰۰۰ نفر تخمین زده شد که عمدتاً شامل پناهندگان جنگ داخلی سوریه بودند. برخی منابع دیگر ادعا می‌کنند برآورد شده که ۲۰۰ هزار شهروند سوریه در سپتامبر ۲۰۱۵ در آلمان زندگی می‌کنند. بر اساس آمار سرشماری آلمان در سال ۲۰۱۱، در میان مناطق آلمانی دو منطقه بن و ویسبادن بیشترین میزان مهاجرین سوریه را به خود اختصاص داده‌اند.
در سال ۲۰۱۵، گذرنامه‌های جعلی سوریه توسط افراد غیر سوری مورد استفاده قرار گرفت به امید اینکه با تقلب شانس اقامت قانونی در اروپا افزایش پیدا کند.

## تاریخچه مهاجرت
طی بحران مهاجرت در اروپا ۲۰۱۴–۲۰۱۵، صدها هزار پناهنده سوری از جنگ داخلی سوریه وارد آلمان شدند تا موقعیت پناهندگی کسب کنند. بحران مهاجرت در اروپا به خصوص در ۴ سپتامبر ۲۰۱۵ به سرعت تسریع شد، مجلس عوام ونر فایمن از اتریش، در رابطه با آنگلا مرکل از آلمان، اعلام کرد که مهاجران مجاز به عبور از مرز از مجارستان به اتریش و سپس به آلمان و در اوایل ۵ سپتامبر ۲۰۱۵، اتوبوس‌هایی با مهاجران شروع به عبور از مرز اتریش-مجارستان کردند.
از ۳۱ دسامبر ۲۰۱۴، اداره آمار فدرال آلمان تخمین می‌زند که ۱۱۸٫۱۹۶ نفر سوری دارای موقعیت شهروندی در آلمان هستند. به گفته وزارت داخله آلمان، بین ژانویه ۲۰۱۵ تا اکتبر ۲۰۱۵، ۲۴۳٫۷۲۱ نفر از شهروندان سوری وارد آلمان شده و درخواست پناهندگی کرده‌اند؛ بنابراین، بیش از ۳۶۰٬۰۰۰ شهروند سوری وجود دارند (از اواخر ماه دسامبر ۲۰۱۴ به ترتیب ۱۱۸٫۱۹۶ و در اکتبر ۲۰۱۵ به ترتیب ۲۴۳٫۷۲۱ نفر) که از اکتبر ۲۰۱۵ در آلمان زندگی می‌کنند.
در تاریخ ۳۱ دسامبر ۲۰۱۶، تعداد کل سوری‌ها در آلمان به ۶۳۷۸۴۵ نفر رسیده‌است.